# Pelonomus
Pelonomus é um género de escaravelho aquático da família Dryopidae, descrito por Erichson em 1847.

## Espécies[1]
- Pelonomus abdominalis, Hinton, 1937
- Pelonomus bergi, Grouvelle, 1897
- Pelonomus brasilianus, (Klug, 1825)
- Pelonomus clavipes, Hinton, 1937
- Pelonomus curvipes, Grouvelle, 1896
- Pelonomus insularis, Grouvelle, 1896
- Pelonomus obscurus, LeConte, 1852[2]
- Pelonomus picipes, (Olivier, 1791)
- Pelonomus pubescens, Blanchard, 1837
- Pelonomus simplex, Berg, 1889
- Pelonomus striatus, Hinton, 1937